# Windschering

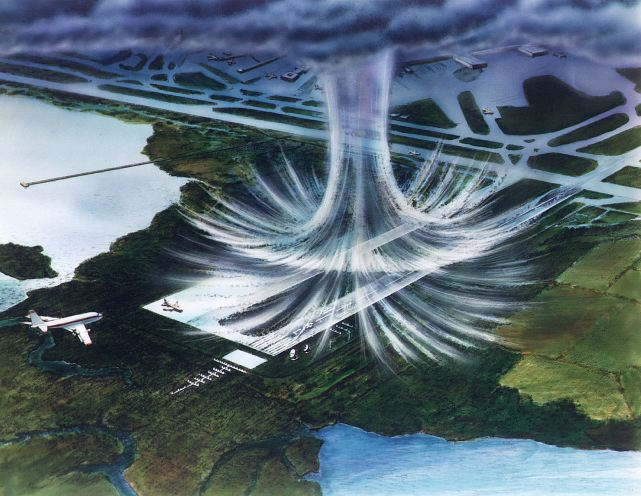
Schematische weergave van een microburst

Windschering (windshear) is een zeer lokale, plotselinge verandering in de wind. Dat kan de windsnelheid of de windrichting zijn of beide tegelijk. Er zijn drie typen windschering te onderscheiden:
- verticale windschering is een verandering van de horizontale wind tussen twee punten in de verticaal;
- horizontale windschering is een verandering van de horizontale wind tussen twee punten in hetzelfde horizontale vlak;
- schering van de verticale wind is een verandering van de verticale wind tussen twee punten in hetzelfde horizontale vlak.

In de praktijk komen in de vrije atmosfeer bij diverse meteorologische fenomenen vaak combinaties van deze drie scheringen voor.

## Downburst
Windschering komt veel voor bij buienlijnen en onweersbuien en dat is gevaarlijk voor de luchtvaart. Een voorbeeld is de zogenaamde downburst of microburst. Dit is een lokale neerwaartse koude luchtstroming die uit de bui valt. Neervallende neerslagelementen (hagel en regen) stuwen lucht mee naar beneden. Die lucht komt van grote hoogte en is koud. De verdampende neerslag koelt de lucht nog verder af en daardoor neemt het volume af en de dichtheid toe, waardoor de lucht versnelt op weg naar het aardoppervlak.
Als de diameter van de neerwaartse luchtstroming 4 km of minder is, wordt gesproken van een microburst. Een microburst is niet alleen zeer lokaal, maar duurt ook slechts 15-20 minuten. Als de diameter groter is dan 4 km wordt gesproken van een macroburst. Als deze lucht de grond bereikt zal die zich horizontaal verplaatsen en daarna weer in een werveling gaan opstijgen. De horizontale luchtstroom van een krachtige downburst kan leiden tot plaatselijke windsnelheden tot 77 m/s (150 knopen). De wervelingen van de stijgende lucht zijn tot een hoogte van 500-600 meter nog merkbaar.
Downbursts kunnen ontstaan als gevolg van temperatuursverschillen in de atmosfeer. Onweersbuien zijn de belangrijkste oorzaken. De regenbui hoeft daarbij niet op de grond merkbaar te zijn, omdat het water al verdampt alvorens het de grond bereikt. De downburst wordt dan droog genoemd.

## Luchtvaart

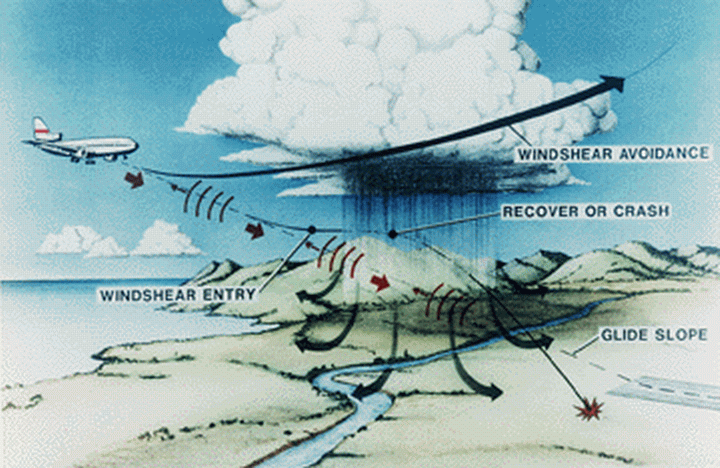
Effect van windschering op vliegtuig dat een nadering naar een luchthaven maakt

Windschering is een van de grootste gevaren voor de luchtvaart. De piloot van een vliegtuig kan misleid worden door de effecten van windschering. Vliegt hij bijvoorbeeld een gebied met een downburst binnen, dan zal hij eerst te maken krijgen met opstijgende turbulente lucht en even later met de sterke neerwaartse stroming. Zeker bij een landing kan een (te heftige) reactie op de extra opwaartse lift bij het binnenvliegen van het gebied met een downburst, even later resulteren in een zeer krachtige neerwaartse beweging met alle gevolgen van dien. Horizontale windschering kan een plotselinge verandering in de aangewezen luchtsnelheid (indicated airspeed — IAS) van het vliegtuig teweegbrengen, die op geringe hoogte boven de grond meteen moet worden gecorrigeerd. Windschering op geringe hoogte voor de landingsbaan kan voor de piloot reden zijn om de nadering of landing af te breken.
Om piloten te assisteren bij het tijdig herkennen van windschering zijn verkeersvliegtuigen uitgerust met het Enhanced Ground proximity warning system. Dit elektronisch systeem houdt laag bij de grond windrichting en -snelheid samen met een aantal andere parameters in de gaten om in een zo vroeg mogelijk stadium de piloot verbaal (WINDSHEAR WINDSHEAR WINDSHEAR) en visueel (indicatie op zijn instrumenten) te waarschuwen.
Ook zullen luchtverkeersleiders naderende en vertrekkende toestellen waarschuwen voor recent gerapporteerde windschering.